# Canto armonico
Il canto armonico (più precisamente canto difonico) è un insieme di tecniche vocali che permettono di far emergere gli armonici naturali della voce. Ne consegue che una sola persona può emettere contemporaneamente da due a tre note armoniche diverse. 
I più esperti riescono a scegliere quali armonici amplificare, in modo da poter eseguire melodie precise.
Questo utilizzo della voce è presente in diverse culture del mondo. Tipico della tradizione tuvana, dove prende il nome di xöömej, è riscontrabile anche in Mongolia, in Sardegna nel canto a tenore, in Sudafrica nella tribù Xhosa, in Tibet tra i monaci Gyuto, in alcune zone dell'India, come Rajasthan, e in Pakistan.
La peculiarità di questi tipi di Canto Difonico è l'utilizzo melodico/ritmico delle frequenze della serie armonica: ognuna di queste frequenze è di fatto una nota musicale in perfetta armonia con il suono fondamentale che le origina. Il pentagramma qui sotto mostra i primi 16 armonici, prendendo come suono fondamentale il DO.

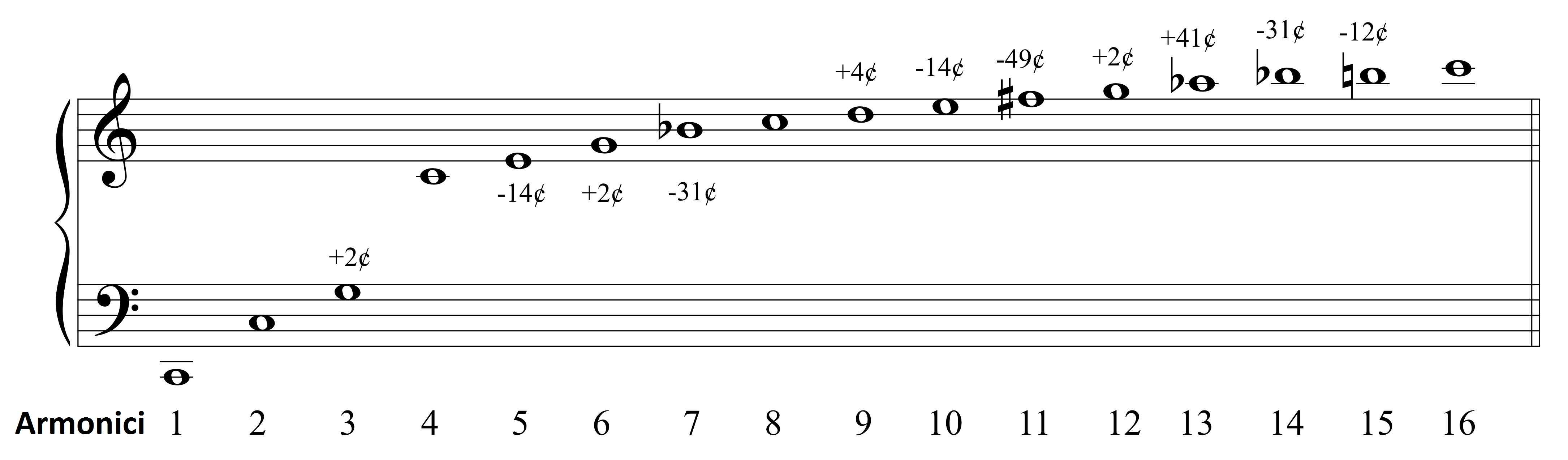
I cent indicano le differenze rispetto all'attuale temperamento equabile.
Un semitono si divide in 100 cent.

I suoni armonici, nella voce umana, si collocano all'interno delle vocali (ad esempio: u, o, ò, a, è, é, I, |) ed anche, seppur in modo meno marcato, nelle consonanti nasali (m, n, ɲ). A seconda della vocale pronunciata o cantata, i suoni armonici risulteranno più o meno concentrati in zone diverse dello spettro. Nella U, gli armonici acuti (parte alta dell'asse verticale) risultano più flebili se paragonati alla vocale I, dove sono molto più presenti. Le vocali aperte come ò, a, è presentano invece uno spettro molto più completo. Nonostante gli armonici non siano sempre visibili allo spettrogramma (zone scure), sono comunque presenti.

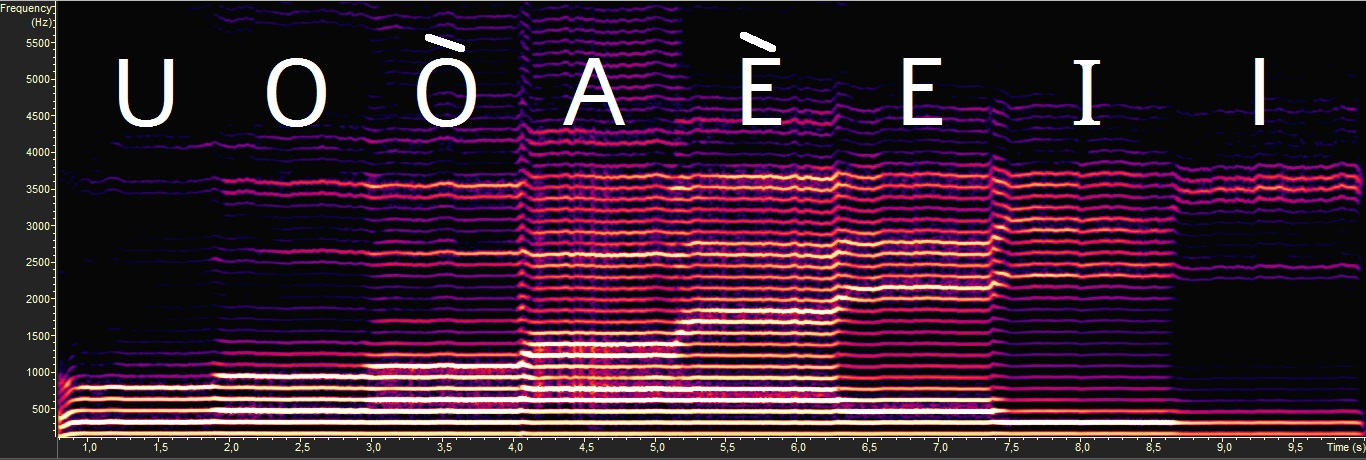
Vocali visualizzate con il software Overtone Analyzer, pronunciate alla stessa frequenza.

In altre parole, nel Canto Difonico vengono filtrati i suoni armonici non desiderati, in modo da poterne enfatizzare uno alla volta al fine di creare delle melodie. Questo effetto prende il nome di "sintesi sottrattiva".  Nell'esempio qui sotto si può osservare una progressione ascendente di armonici ed una melodia, mentre la fondamentale che li genera viene mantenuta costante.

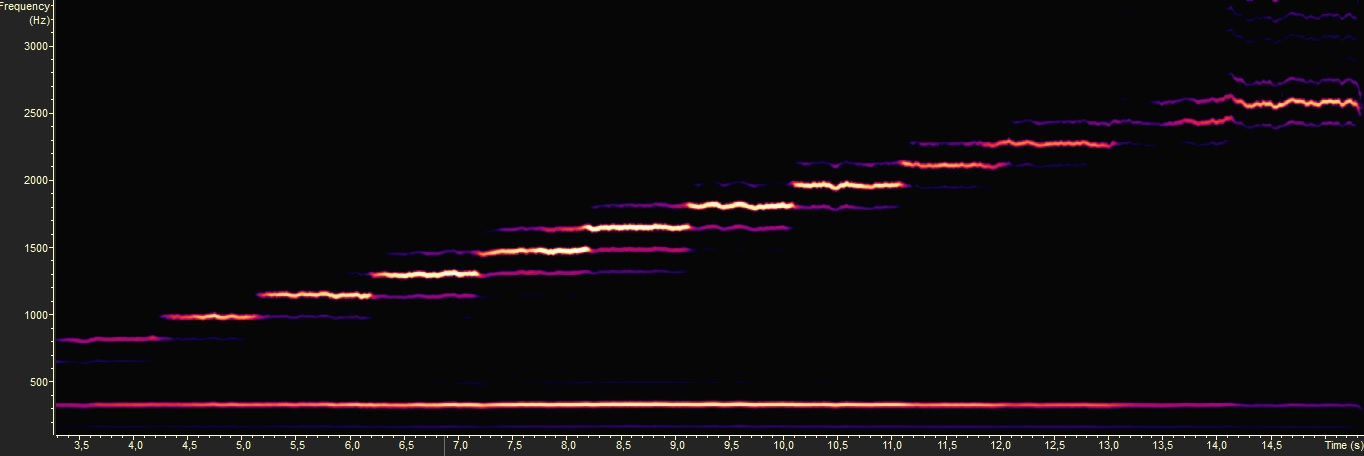
Scala degli armonici naturali dal 4° al 16°, cantati su una fondamentale fissa e visualizzati allo spettrogramma Overtone analyzer.

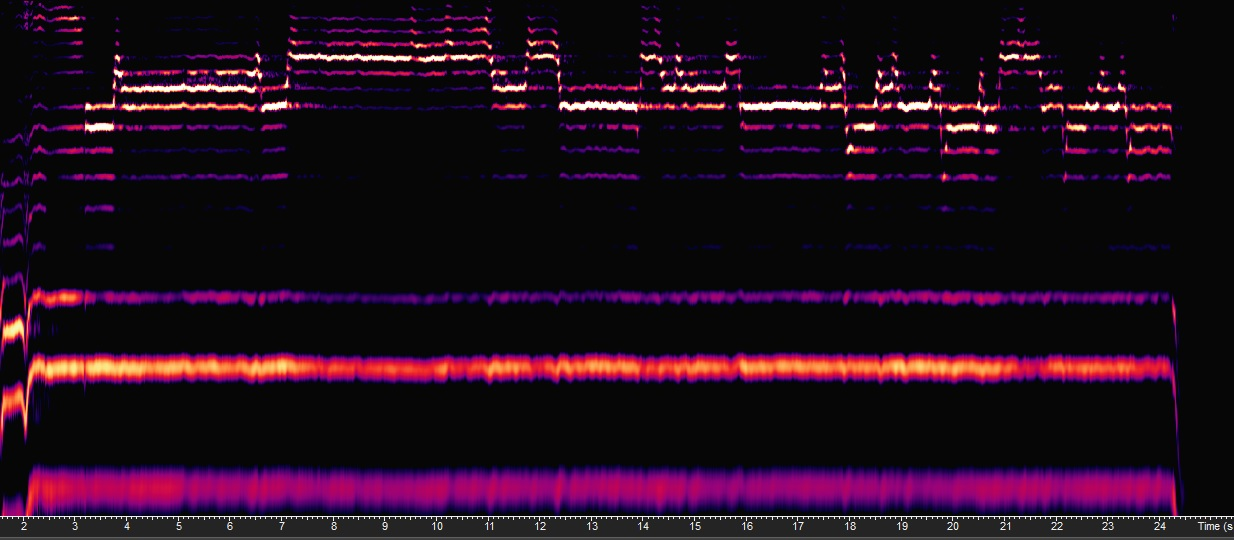
Melodia eseguita con il canto difonico, visualizzata allo spettrogramma Overtone analyzer.

## Asia

### Tuva
La tradizione di Canto Difonico più antica e raffinata è quella di Tuva, una piccola repubblica appartenente alla Federazione Russa. Secondo leggende locali i Tuvani cominciarono a cantare utilizzando la tecnica khoomei per stabilire un contatto con le entità spirituali che pervadono tutte le cose ed acquisire la loro forza attraverso l'imitazione dei suoni della natura. Nelle credenze Tuvane il suono è la via preferenziale per gli spiriti della natura per rivelarsi e comunicare con gli altri esseri.
Ben presto, tuttavia, il canto difonico divenne principalmente uno strumento d'arte e musica. Ascoltando la musica tradizionale tuvana, si può notare come esso sia parte integrante delle composizioni musicali: le stesse melodie suonate con gli strumenti musicali vengono riprodotte utilizzando gli armonici della voce.
Esistono molti stili di canto difonico nella tradizione tuvana. I più importanti sono:

#### Khöömei (in cirillico russo: хөөмей)
È la denominazione generale di tutte le tecniche tuvane di canto difonico, ma indica anche un tipo specifico di canto, ottenuto tramite una costrizione della laringe a livello delle false corde vocali: questo rende "metallico" il timbro della voce, arricchéndolo di armonici. Tale timbro viene chiamato "khorekteer", letteralmente, "voce di petto". Questo timbro, unito alla modulazione ritmica/melodica degli armonici, prende il nome di Khöömei. 
Questa parola Tuvana letteralmente significa "gola", "gutturale". È probabilmente l'origine del termine throat singing (canto di gola), così diffuso in letteratura, e utilizzato dai praticanti e dai gruppi autoctoni che lo producono.

#### Sygyt (in cirillico russo: сыгыт)
La tecnica enfatizza gli armonici al punto da renderli simili a fischi, poggiando la punta della lingua sul palato (in Europa vi è una variante identica eccetto che per l'assenza di costrizione delle false corde vocali, ed è chiamata tecnica a due cavità, o L-technique). Chi la sente per la prima volta ha l'impressione di udire uno strumento musicale, anziché una voce umana, poiché il volume degli armonici in questo caso supera di gran lunga il volume della nota emessa con le corde vocali.

#### Kargyraa (in cirillico russo: каргыраа)
Sfrutta contemporaneamente la vibrazione sia delle corde vere che di quelle false; queste ultime risuonano un'ottava esatta sotto alla nota prodotta dalle corde vocali vere. Modulando le vocali, si selezionano contemporaneamente altri armonici, con i quali è possibile intonare melodie, senza variare la nota fondamentale. Il maggior virtuoso di questo stile è Kajgal-ool Chovalyg
Lo stile kargyraa ha due varianti: khovu kargyraa, e dag kargyraa. Il dag kargyraa(kargyraa della montagna) viene eseguito in modo rilassato su fondamentali medio-basse ed è caratterizzato da un suono potente, morbido ed avvolgente, simile alla voce del bassu dei cori sardi (canto a tenore), anche se questi ultimi intonano note più acute. Lo khovu kargyraa(kargyraa della steppa) abbina il timbro del khorekteer al kargyraa. Ha un suono secco e penetrante e generalmente si esegue su note più acute rispetto al dag.

#### Borbangnadyr
Ottenuto tramite movimenti rapidi della lingua e/o delle labbra, questo sottostile viene utilizzato per imitare il gorgoglio dei ruscelli, o per scandire il ritmo durante l'esecuzione di khöömei, sygyt e kargyraa, oltre Può essere lento e ritmato, oppure più virtuosistico (damyrak borbangnadyr). In lingua tuvana significa "rotolamento".

#### Ezengileer
Abbellimento ritmico, ottenuto dalla chiusura intermittente del velo palatino. Deriva dal termine tuvano "ezengi" (staffa) e ricorda il rumore delle staffe durante la cavalcata. Uno dei migliori ezengileer lo esegue il cantante tuvano Ayan-Ool Sam. È quasi sempre applicato allo stile sygyt, ma può essere eseguito anche assieme ai kargyraa e khöömei.
Byrlang
Altro abbellimento abbinabile ad altri stili di khoomei, ottenuto tramite spasmo muscolare delle labbra che genera un vibrato molto forte sui primi armonici. Il termine significa "tremolìo" ed è stato coniato da Kaigal-Ool Khovalyg. 
Dumchuktaar
Dal tuvano "dumchuk" (naso); è molto simile al sygyt, ma eseguito a bocca completamente chiusa, facendo uscire l'aria dal naso. 
È anche l'unico stile di khöömei ad essere totalmente nasale. 
Chylandyk
Unione tra gli stili sygyt e kargyraa.
Il suono ottenuto ricorda il frinire dei grilli. L'utilizzo melodico è molto difficile ma al contempo affascinante.

### Mongolia
In Mongolia vi sono molti stili differenti classificati a seconda del nome della parte del corpo che si suppone partecipi al processo di risonanza, tuttavia sono diverse interpretazioni dello khoomei tuvano date dai mongoli.
Xamryn Xöömi (Xöömi nasale),
Bagalzuuryn Xöömi (Xöömi di gola),
Tseedznii Xöömi (Xöömi di petto),
Kevliin Xöömi (Xöömi ventrale),
Xarkiraa Xöömi (simile al Kargyraa tuvano),
Isgerex (flautato; usato più raramente). 

### Chakasija
In Chakasija vengono praticati tre stili di canto (Kargirar, Kuveder o Kilenge e Sigirtip), che sono equivalenti agli stili tuvani Kargyraa, Ezengileer e Sygyt.

### Altaj
Analogamente alla Chakasija, nella Repubblica dell'Altaj si possono riscontrare gli stessi stili, che qui assumono i nomi di Karkira, Kiomioi e Sibiski.

### Bashkiria
Esiste anche in Bashkiria, repubblica di lingua turca, una tradizione di canto difonico (detto Uzlau, simile allo stile tuvano Ezengileer) nell'accompagnamento di poemi epici.

### Uzbekistan, Kazakhistan, e Karakalpakstan
Esistono forme di poesia orale che sfruttano le difonie.

### Tibet
I Monaci Gyuto tibetani, facenti parte dell'Ordine Gyuto, hanno una tradizione di canto difonico, che ha una connotazione religiosa e mistica. Infatti esso è legato alla concezione religiosa di una realtà vibratoria dell'universo intero. Noto anche come "deep voice" o "one voice chord", produce un tono grave di frequenza 55/70 Hertz, facendo rilassare il più possibile le corde vocali, similmente alla tecnica chiamata "strohbass". Non si esclude tuttavia che alcuni monaci utilizzino invece la tecnica Tuvana Kargyraa, secondo Fuks et al. (1998).

### Inuit
La popolazione indigena canadese degli Inuit possiede una forma di canto gutturale, non melodica ma essenzialmente ritmica. Praticato quasi esclusivamente dalle donne, consiste nell'intonare dei pattern ritmici imitando i versi degli animali: a tal scopo possono essere utilizzate la tecnica falsocordale, ed altri meccanismi sovraglottici, tuttavia non ci sono regole precise.
Tale pratica, dopo un lungo periodo di declino, è stata recentemente riscoperta, soprattutto dalle giovani generazioni, nell'ottica di una riscoperta delle tradizioni Inuit.

## Europa

### Sardegna
Nel tradizionale stile di canto sardo, il canto a tenore, due delle quattro voci che compongono il quartetto; il "bassu" e la "contra", sono identiche a livello timbrico alle tecniche tuvane Kargyraa e Korekteer. Un'altra forma di canto simile è il "canto a basciu e contra", un coro di tre elementi anziché quattro, che vede un solista accompagnato da un "basciu" e da un contra, tipico della zona campidanese. 

### Italia
In Italia, negli anni settanta, uno dei pionieri del canto difonico è stato Roberto Laneri, che sperimentò le tecniche durante un periodo di studio negli USA.
Negli stessi anni si registra anche l'attività del musicista svizzero Berhard Jaeger, in arte "Bardo", che scoprì tali tecniche dopo un viaggio in Iran e si perfezionò poi con Michael Vetter Archiviato il 5 dicembre 2021 in Internet Archive.. Bardo ha creato in Svizzera nella Val Onsernone (TI), un centro musicale denominato " Palazzo Armonici" in cui ha organizzato seminari e concerti, fino alla sua scomparsa nel novembre del 2017.
Sempre negli anni 70, Demetrio Stratos, cantante degli "Area", iniziò a sperimentare con la voce, e tra le varie sonorità si cimentò anche in alcuni tra i numerosi stili di canto difonico, che apprese da autodidatta, ascoltando alcune registrazioni.
Negli anni '80 il canto difonico è stato ulteriormente portato avanti da Matteo Silva, compositore, produttore discografico e artista multimediale e dal musicista tedesco Michael Vetter,  attraverso i celebri seminari dell'Accademia Capraia, fondata da Michael Vetter sulle pendici del Monte Amiata in Toscana. Negli anni '90 alle attività dell'accademia si aggiunsero anche diverse registrazioni per l'etichetta Amiata Records fondata da Matteo Silva fra cui Nocturne di Michael Vetter, registrato nella suggestiva cornice dell'abbazia di Sant'Antimo in Val d'Orcia, "Ancient Voices", registrazione di un coro armonicale di 40 elementi diretto da Michael Vetter e "Memories of the Rainforest" di Roberto Laneri. In Italia il canto difonico ha fatto il suo ingresso al Teatro della Scala a Milano con l'Opera Licht di Karlheinz Stockhausen, con Michael Vetter come interprete (Montag aus Licht, Teatro alla Scala, 1998).
Per decenni, in Italia si è tradotto erroneamente il termine "overtone singing" in "canto armonico" creando spesso fraintendimenti, in quanto il termine "armonico" può essere inteso sia come aggettivo che come sostantivo: la traduzione corretta è invece "canto degli armonici" , o "cantare gli armonici" che indica con maggior chiarezza l'atto di utilizzare consapevolmente tali suoni. Negli ultimi anni si è diffuso anche il termine "canto difonico", (dal greco di-, due, e - fonare, emettere suono), simile al francese "chant diphonìque", ed omonimo allo spagnolo "canto difonico". In Germania e paesi Anglosassoni, si usano da sempre i termini "Obertongesang" e "Overtone Singing", che tradotti significano entrambi "cantare gli armonici".
Il "Polyphonic overtone singing", ovvero quella modalità in cui il cantante difonico varia l'altezza della fondamentale per poter aumentare il numero di armonici a disposizione, è stato tradotto, dal cantante e ricercatore torinese Walter Mantovani, in "canto difonico politonale", al fine di differenziarlo da "canto difonico polifonico", poiché quest'ultimo fa intendere che i cantanti siano più di uno.
Ad oggi in Italia la ricerca è portata avanti da diversi esperti, attivi sia con pubblicazioni scientifiche ufficiali riconosciute a livello mondiale, sia con attività accademiche che, rispetto agli anni 70, stanno portando il canto difonico ad una più specifica conoscenza.
Nel 2020 la rivista leader per gli studi sulla voce, il Journal of Voice, ha pubblicato la prima parte di una ricerca sulle principali tecniche di Canto Difonico condotta da due docenti italiani, Giovanni Bortoluzzi e Ilaria Orefice e da un team di medici siciliani(tra i quali Filippo Barbiera e Alfonso Gianluca Gucciardo) che ha usato sia la RMNd (Risonanza Magnetica Nucleare Dinamica) sia l'endostroboscopia laringea e la spettrografia.
Nel 2021 la tecnica del Canto Difonico entra in un conservatorio italiano (Cilea R.Calabria) con una masterclass accreditata, all'interno della classe di Canto Lirico, tenuta dalla ricercatrice e docente Ilaria Orefice.

### Germania
In Germania il grande e indiscusso pioniere e maestro di canto difonico è stato Michael Vetter. Per Michael Vetter hanno scritto numerosi compositori fra cui anche Karheinz Stockhausen. Michael Vetter ha registrato molti dischi per la casa discografica Wergo Archiviato il 7 marzo 2021 in Internet Archive. fra cui diversi album interamente dedicati al canto difonico. Per l'editore Schott Michael Vetter ha scritto saggi e manuali dedicati in modo specifico al canto con gli armonici fra cui la famosa Oberton-Schule (1987). In 1997, Stockhausen ha composto per Michael Vetter il ruolo centrale di Luca, l'Operatore , in Michaelion, quarta scena dell'Opera  Mittwoch aus Licht, parte integrante del ciclo di opere Licht. Vetter ha interpretato la parte che fa largo uso di tecniche di canto difonico nel 1998 al Prinzregententheater di Monaco. (Musica Viva series) (Stockhausen 2002, VII e XV).
In Germania, attorno agli anni novanta, è poi stata sviluppata una variante stilistica popolare dello stile Tuvano sygyt, eseguito però con un timbro diverso e variando l'altezza della nota fondamentale, allo scopo di aumentare il numero di armonici disponibili all'interno di un brano musicale. Questa particolare variante prende il nome di polyphonic overtone singing (vedi il sopracitato "canto difonico politonale").
L’European Overtone Choir è un progetto corale che ha sede in Germania, il cui scopo è cantare insieme, dato che spesso chi pratica canto difonico non ha molte occasioni per cantare con altre persone. Ogni anno (solitamente intorno a Pasqua) si offre una settimana di prove e workshop, ed un concerto finale. L’organico è composto dai rispettivi partecipanti ed è quindi rinnovato a ogni progetto.
Si canta per lo più seguendo degli spartiti. Alcuni pezzi sono composti per voce convenzionale, altri richiedono canto difonico con diversi gradi di difficoltà. Le parti semplici per canto difonico possono facilmente essere cantate da tutti coristi, anche senza alcuna competenza. Infatti chi non ha esperienza di canto difonico può seguire i workshop pomeridiani; se poi non se la sente, può scegliere comunque di cantare senza l’uso della tecnica. I più esperti hanno invece la possibilità di provare composizioni per canto difonico più complesse e cantare parti solistiche.

### Francia
In Francia il massimo esponente dell'arte del canto difonico è stato David Hykes, musicista americano trasferitosi in Francia negli anni '80 e fondatore del Harmonic Choir con il quale ha registrato alcuni memorabili dischi fra cui i classici "Harmonic Meetings" e " Solar Winds". David Hykes è considerato, insieme a Roberto Laneri, Michael Vetter e Matteo Silva, uno dei massimi esponenti di un movimento che in occidente ha elevato e confermato il canto difonico come uno degli stili musicali e compositivi sacri contemporanei di maggior interesse e fascino, ben oltre ai mondi alternativi dei centri di meditazione e di yoga a cui questa pratica è stata spesso inizialmente associata. Con David Hykes il canto degli armonici fa il suo ingresso a Hollywood, con Roberto Laneri nei festival Jazz e in Conservatorio, con Michael Vetter e Karlheinz Stockhausen alla Scala, con Matteo Silva nelle gallerie d'Arte contemporanea e nella discografia classica.  David Hikes dirige in Francia il centro di Pommereau nella valle della Loira in cui si tengono regolarmente seminari musicali. 

## Africa

### Sudafrica
La popolazione del gruppo etnico Xhosa ha uno stile vocale di canto difonico detto Umngqokolo . Questa técnica è definita come: "cantare con una voce di basso rauca, producendo il suono molto indietro nella gola, tenendo la bocca aperta". La lingua xhosa fa parte del gruppo delle lingue bantu.  L'Umngqokolo è eseguito esclusivamente da cantanti donne. Esso consiste nel produrre due note separate, mentre ipertoni vengono amplificati simultaneamente. È una tecnica di canto utilizzata per cerimonie tradizionali in cui si sviluppa una specie di "dialogo" tra gruppi diversi di cantanti. Il meccanismo vocale è molto probabilmente dovuto alle co oscillazioni delle corde vocali e della piega ariepiglottica. Il timbro può essere simile al contra sardo.

## Discografia
- Stockhausen, Karlheinz. Goldstaub (from Aus den Sieben Tagen, Mai 1968). Peter Eötvös; Herbert Henck; Michael Vetter. Deutsche Grammophon 410 935-1; 2720 073; 2561 301. LP. Hamburg: Deutsche Grammophon. 1973. Reissued on CD as part of 7-CD set: stereo, 12 cm. Stockhausen Complete Edition CD 14. Kürten: Stockhausen-Verlag, 1993.
- Karlheinz Stockhausen: Expo für 3 (Integrale Version in zwei Fassungen). Michael Vetter (voice, recorder, and short-wave radio), Natascha Nikeprelevic (voice and short-wave radio), F. X. Randomiz (lap-top computer system, voice, and short-wave radio). Recorded 12 October 2013 at Sound Studio N, Cologne. CD recording, 1 disc: digital, 12 cm, stereo. Stockhausen Complete Edition CD 104. Kürten: Stockhausen-Verlag, 2014.
- Stockhausen, Karlheinz. Pole für zwei (Integral Version). Michael Vetter and Natascha Nikeprelevic (voices and auxiliary instruments). Recorded at Sound Studio N, Cologne, on 27 October 2012. Stockhausen Complete Edition CD 103. Kürten: Stockhausen-Verlag, 2013.
- Stockhausen, Karlheinz. "Spiral" für Blockflöte und Kurzwellen; Zyklus für einen Schlagzeuger; Klavierstück Nr. 10. Michael Vetter (recorder and shortwave radio); Max Neuhaus (percussion); Frederic Rzewski (piano); Christoph Caskel (percussion). LP. Wergo, Hörzu Black Label SHZW 903 BL. Mainz: Wergo.
- Stockhausen, Karlheinz. Spiral, Integrale Version. Michael Vetter, voice and short-wave receiver. 2-CD set. Stockhausen Complete Edition CD 46 A–B. Kürten: Stockhausen-Verlag, 1996.
- Stockhausen, Karlheinz. Sternklang. 2-LP set. Deutsche Grammophon 2707 123 (2531 281; 2531 282). [Hamburg]: Deutsche Grammophon, 1976. Polydor 2612 031 (2335 116; 2335 117). [Hamburg]: Polydor International, 1976. Reissued on 2-CD set, Stockhausen Complete Edition CD 18 A–B. Kürten: Stockhausen-Verlag, 1992.
- Szathmáry, Zsigmond. Organ Improvisations. Zsigmond Szathmáry: Omaggio a György Ligeti; Michael Vetter: Der Kreis; John Cage: Music for Carillon No. 5; Shinichi Matsushita: Konzentration; Roman Haubenstock-Ramati: Ohne Titel. Wergo CD 60119-50 (1983). Reissued in 1996 under the same catalog number as Music and Graphic: Organ Improvisations.
- Vetter, Michael. Ancient Voices. Michael Vetter and the Overtone Choir. Amiata Records New Music Series. CD. ARNR 0192. Florence. Amiata Records,1992.
- Vetter, Michael . Nocturne, Amiata Records New Music Series CD, Florence, Amiata Records,1993
- Vetter, Michael. Clouds: Music for Koto Harp and Voice. Michael Vetter, koto harp and voice. Jecklin-Disco JD 636-2. 1990.
- Vetter, Michael. Il flauto dolce ed acerbo. Michael Vetter (recorder). LP recording. Jürg Baur, Mutazioni; Rob du Bois, Pastorale VII; Klaus Hashagen, Gesten; Dieter Schönbach, Canzona da sonar III; Michael Vetter, Figurationen III and Rezitative. Corono, 1974.
- Vetter, Michael. Flowers: Musical Icons for Piano and Voice. Michael Vetter, piano and voice. Jecklin-Disco JD 637-2. 1990.
- Vetter, Michael. Light: Music for Tamburas and Voice. Michael Vetter, tamburas and voice. Jecklin-Disco JD 640-2. 1990.
- Vetter, Michael. Missa Universalis: Obertonmesse für Stimme und Instrumentarium. LP, Spectrum SM 1051, Mainz: Spectrum, 1985. CD. Spectrum SM 1051-50. Mainz: Spectrum, 1986.
- Vetter, Michael. Om. 3-CD set. Ginkgo SM 1812-2, 1813-2, 1814-2; Ginkgo 281 812-2, 281 813-2, 281 814-2. [Mainz, Germany]: Ginkgo, 1996, 1987.
- Vetter, Michael. Overtones in Old European Cathedrals: Senanque. Compact Disc. Wergo SM 1078-50. Mainz: Wergo, 1989, 1987.
- Vetter, Michael. Overtones: Voice and Tambura. 2-LP set. Mainz: Wergo Spectrum, 1983.
- Vetter, Michael. Pianissimo. CD. WER T 335-2. Zürich: Atlantis Musikbuch-Verl., 1996.
- Vetter, Michael. Silence. Michael Vetter, voice, singing bowls, and cymbals. CD. Jecklin Disco JD 641-2. Zürich: Jecklin Disco, 1990.
- Vetter, Michael. Spaces. Compact disc. Jecklin Disco JD 639-2. Zürich: Jecklin Disco, 1990.
- Vetter, Michael. Tambura Meditations. Compact disc . Mainz: Wergo Spectrum, 1984. Reissued on CD, Wergo Spectrum SM 1039-50. Mainz: Wergo Spectrum, 1990.
- Vetter, Michael. Wind: Music for Flutes, Voice and Gongs. Michael Vetter, flutes, voice, and gongs. Jecklin-Disco JD 638-2. 1990.
- Vetter, Michael. Zen Glocken. Wergo Spectrum SM 1054-2. Mainz: Wergo Spectrum, 1990.
- Vetter, Michael. Zen-Gong. Compact disc. Wergo Spectrum SM 1053-2. Mainz, W. Germany: Wergo Spectrum, 1990, 1986.
- Vetter, Michael. Zen-Flöte. Michael Vetter. LP recording. Spectrum SM 1062. Mainz, W. Germany: Spectrum, 1987.
- Vetter, Michael. Zen-Koto: Erinnerungen in die Gegenwart. Compact disc. Wergo Spectrum SM 1052-2. Mainz, W. Germany: Wergo Spectrum, 1990
- Roberto Laneri & Charlie Mingus - "Cumbia & Jazz Fusion" - Rhino 1978
- Roberto Laneri & Peter Gabriel - "IV (Security)"  - Geffen Records 1982
- Roberto Laneri & Christina Kubish - "Night Flights" - Important 1987
- Roberto Laneri - Memories from the Rainforest - Amiata Records 1994
- Roberto Laneri - Sentimental Journey - Soundfactor 2006
- Roberto Laneri -  Dreamtime Project  - 2011
- David Hikes  & The harmonic Choir - Hearing Solar Winds - Ocora, Radio France 1983
- David Hikes  & The harmonic Choir - - Harmonic Meditations - Sounds True 1985
- David Hikes  & The harmonic Choir - - Windhorse Riders- New Albion Records 1989
- David Hikes  & The harmonic Choir - - True to the times-  New Albion Records 1993
- David Hikes  & The harmonic Choir - - Harmonic Worlds- Harmonic Presence 2006